# USS Ramage (DDG-61)
USS Ramage (DDG-61) je americký torpédoborec třídy Arleigh Burke. Je jedenáctou postavenou jednotkou své třídy. Postaven byl v letech 1993–1995 loděnicí Ingalls Shipbuilding ve městě Pascagoula ve státě Mississippi. Torpédoborec byl objednán v roce 1990, dne 4. ledna 1993 byla zahájena jeho stavba, hotový trup byl spuštěn na vodu 11. února 1994 a 22. července 1995 byl zařazen do služby.

## Služba

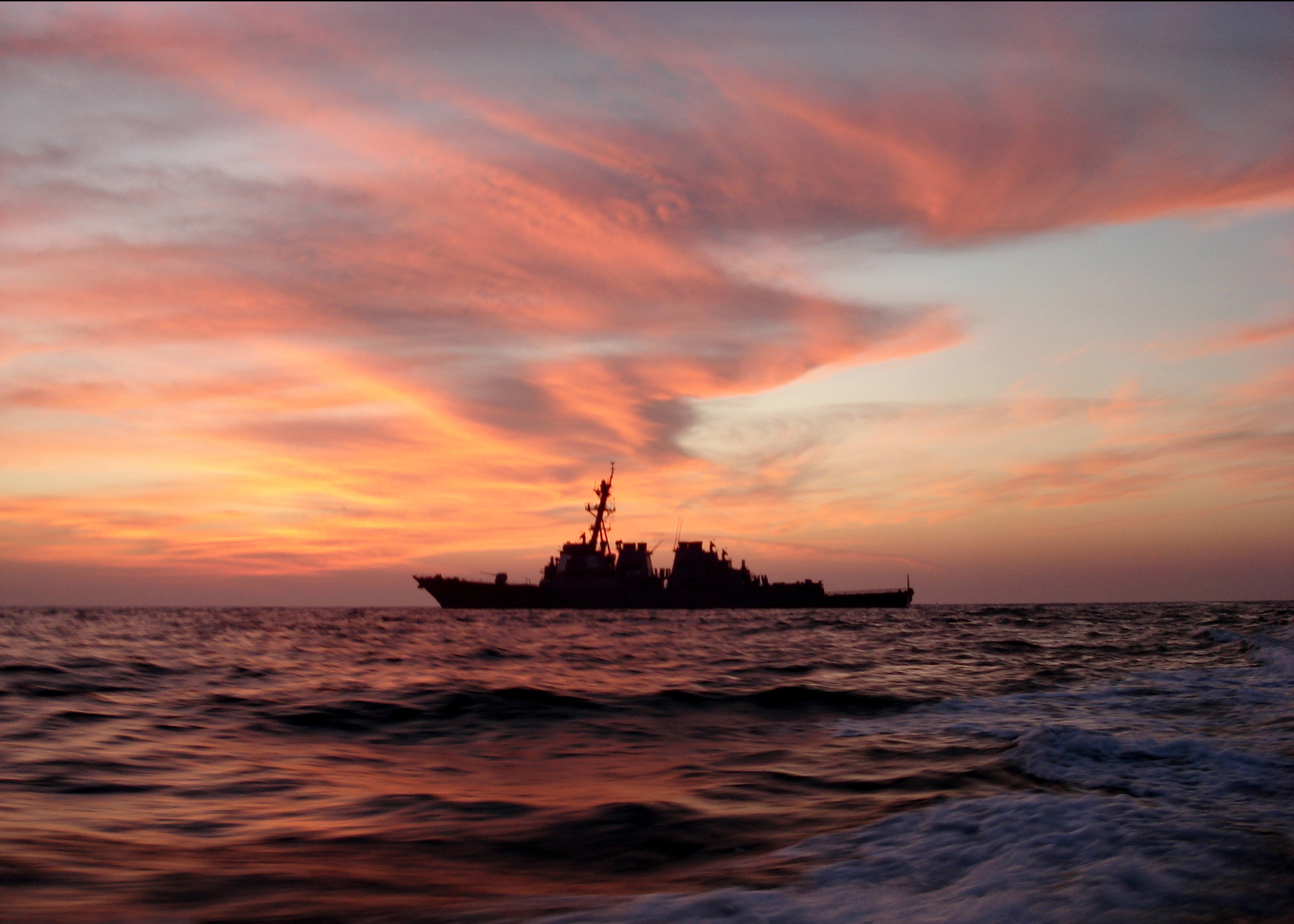
USS Ramage v Perském zálivu při západu slunce

Během prvního nasazení od prosince 1996 do května 1997 byl Ramage zařazen do bojové skupiny letadlové lodě USS Theodore Roosevelt. Od května do září 1999 byl Ramage podruhé nasazen se stejnou letadlovou lodí a podílel se na Operaci Spojenecká síla. Po 11. září 2001 se torpédoborec v rámci bojové skupiny Theodore Roosevelt zapojil do Operace Trvalá svoboda. Na základnu se vrátil v dubnu 2002.